# Cheveuges
Cheveuges is een Franse gemeente in het departement Ardennes in de regio Grand Est en maakt deel uit van het arrondissement Sedan. De gemeente telde 470 inwoners op 1 januari 2022.

## Geschiedenis
Op 1 oktober 1964 fuseerde Cheveuges met Saint-Aignan tot de gemeente Cheveuges-Saint-Aignan. De fusie werd op 1 januari 1986 weer ongedaan gemaakt. Net als de fusiegemeente maakte de weer zelfstandige gemeenten deel uit van het kanton Sedan-Ouest tot het werd opgeheven op 22 maart 2015 en beide gemeenten werden opgenomen in het op die dag gevormde kanton Sedan-1.

## Geografie
De oppervlakte van Cheveuges bedraagt 8,9 vierkante kilometer; Op 1 januari 2022 was de bevolkingsdichtheid 52,8 inwoners per km².
De onderstaande kaart toont de ligging van Cheveuges met de belangrijkste infrastructuur en aangrenzende gemeenten.

## Demografie
Onderstaande figuur toont het verloop van het inwonertal.
Vanwege een beveiligingsprobleem met de MediaWiki Graph-software is het momenteel niet mogelijk deze grafiek weer te geven. Zodra de software is bijgewerkt zal de grafiek vanzelf weer zichtbaar worden.

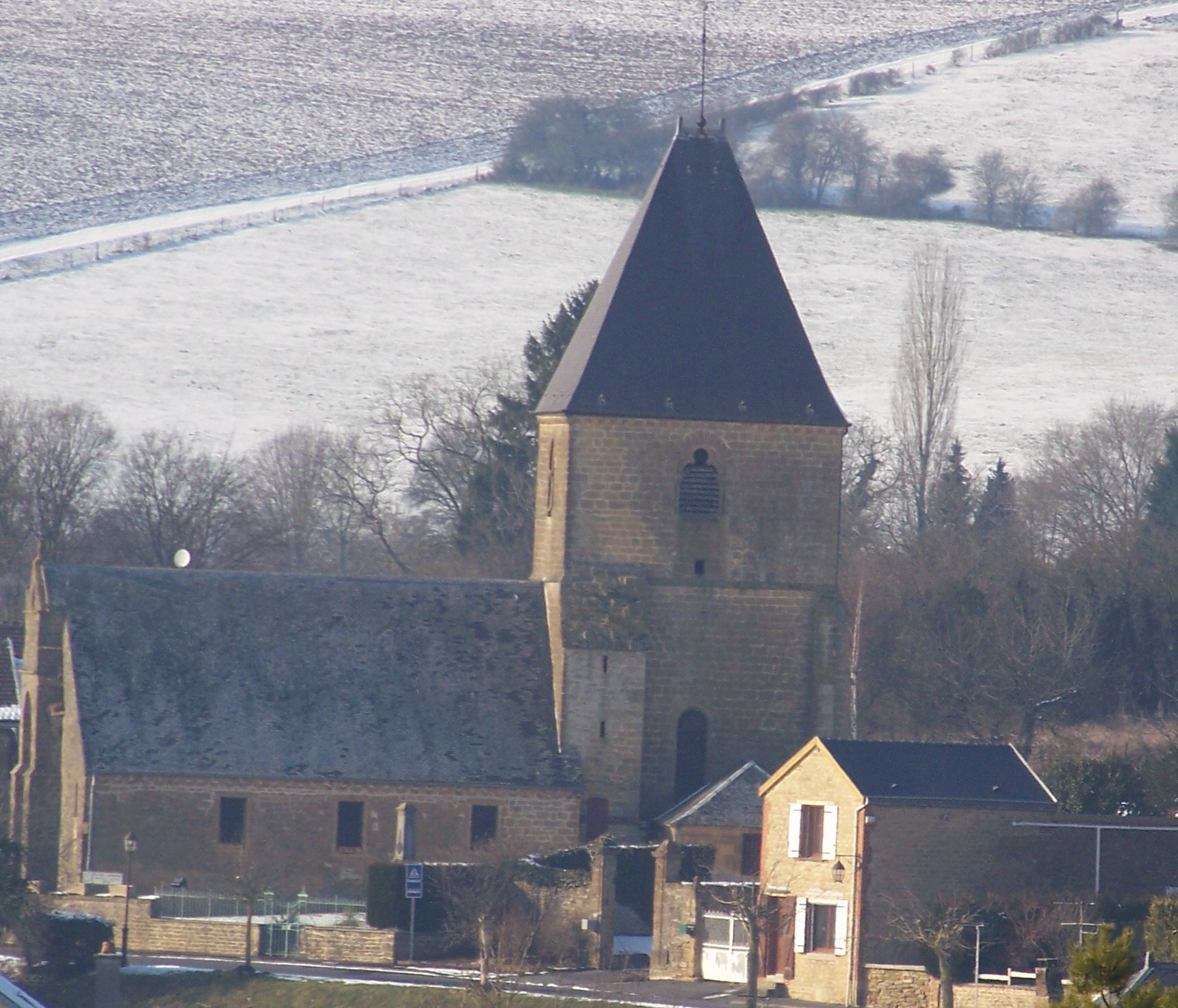
Kerk Saint-Rémi van Cheveuges
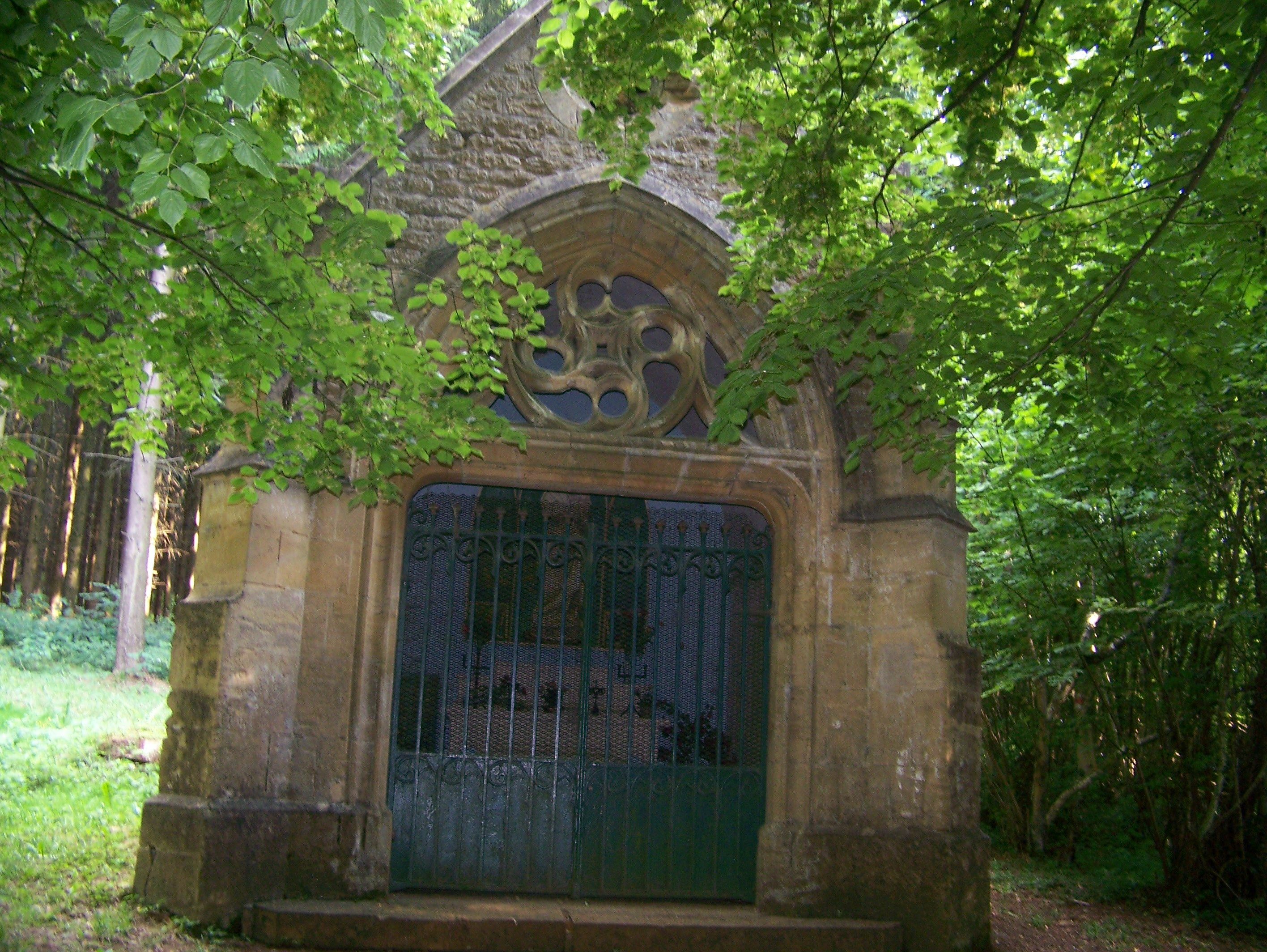
Kapel Saint-Onésime
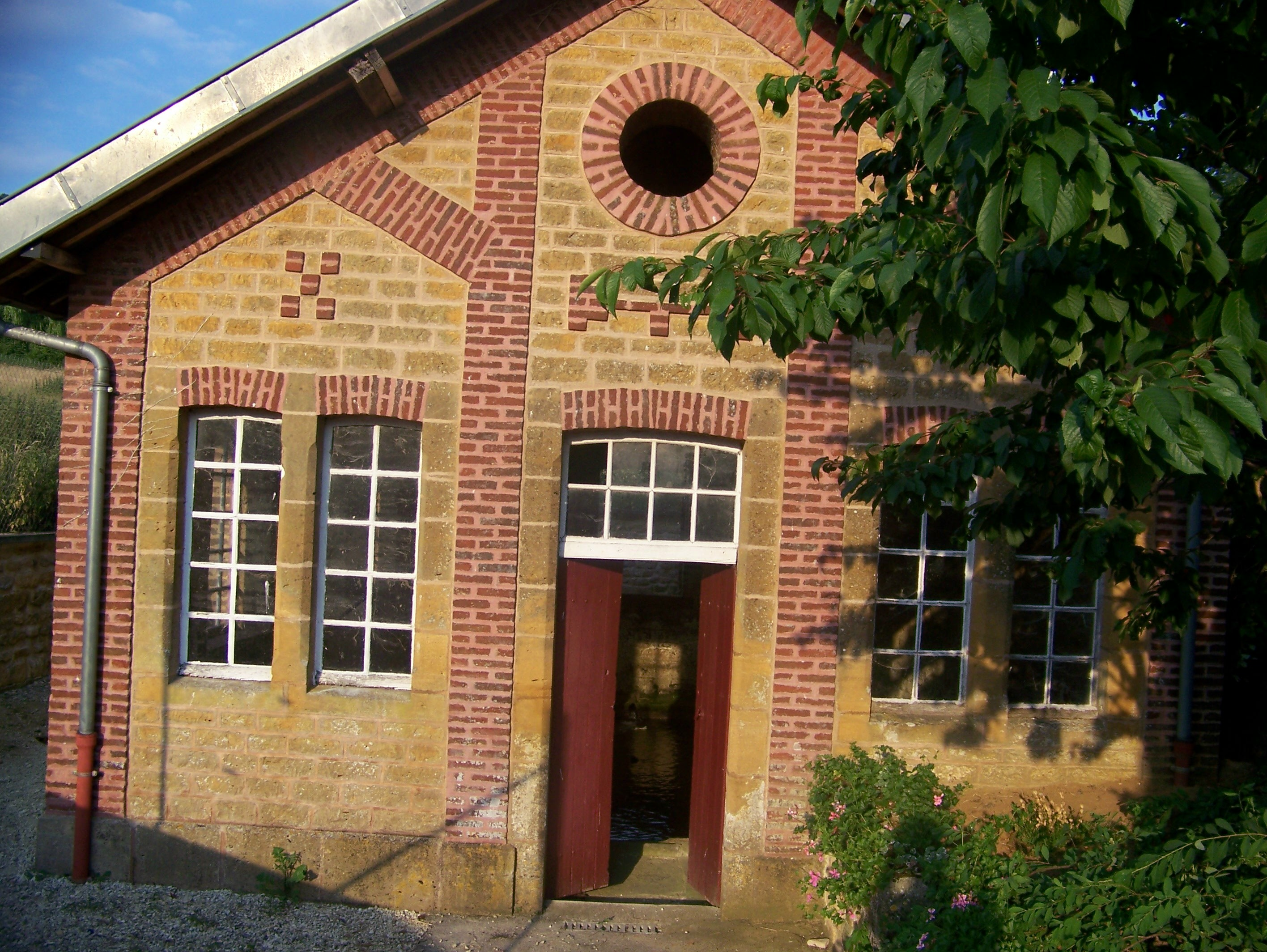
Washuisje
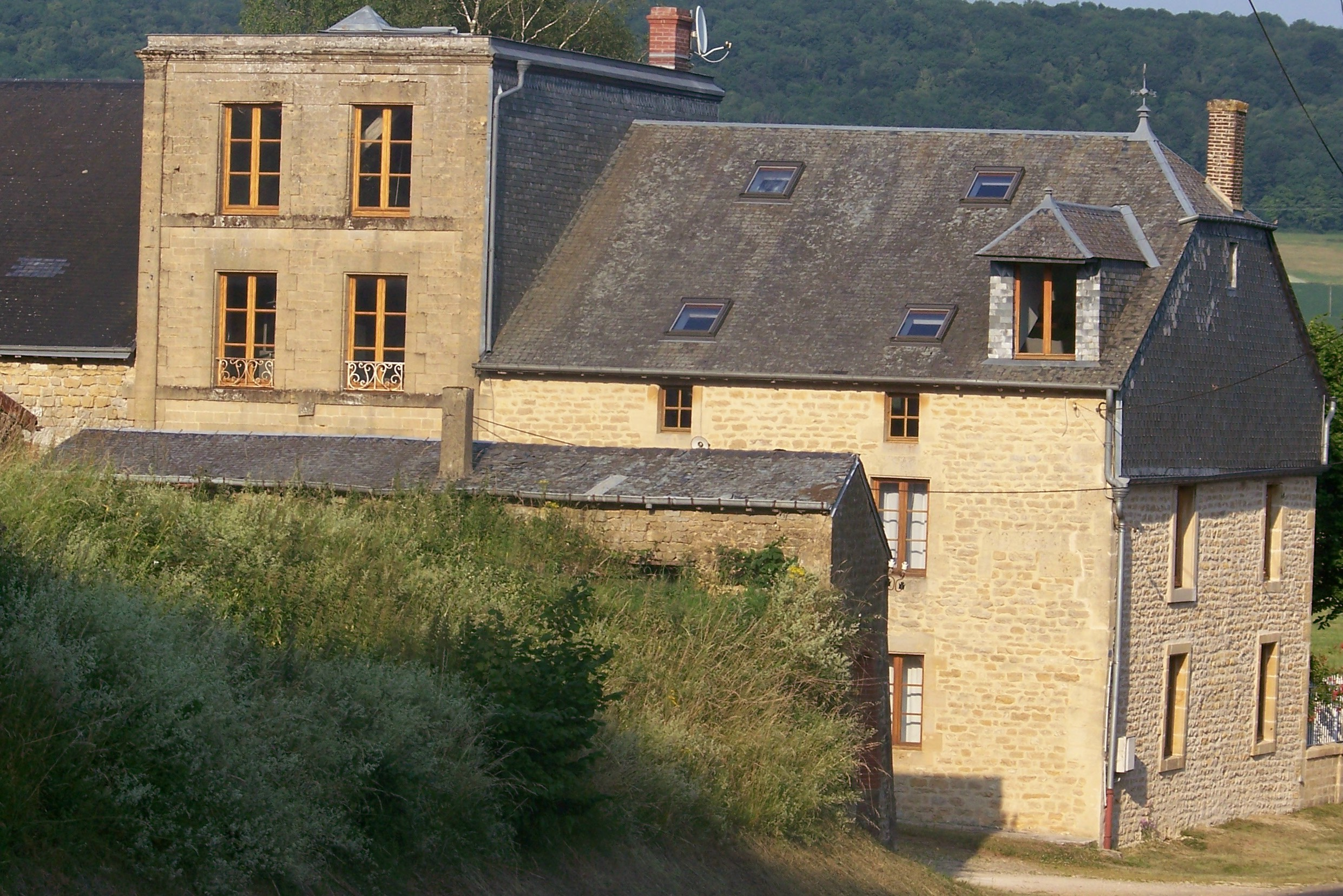
Watermolen moulin haut.